# Diócesis de Kasese
La diócesis de Kasese (en latín: Dioecesis Kasesensis y en inglés: Roman Catholic Diocese of Kasese) es una circunscripción eclesiástica de la Iglesia católica en Uganda. Se trata de una diócesis latina, sufragánea de la arquidiócesis de Mbarara. Desde el 15 de abril de 2014 su obispo es Acquirino Francis Kibira.

## Territorio y organización
La diócesis tiene 3205 km² y extiende su jurisdicción sobre los fieles católicos de rito latino residentes en el distrito de Kasese en la región Occidental.
La sede de la diócesis se encuentra en la ciudad de Kasese, en donde se halla la Catedral de Nuestra Señora de la Asunción.
En 2021 en la diócesis existían 12 parroquias.

## Historia
La diócesis fue erigida el 6 de marzo de 1989 con la bula Uti eo facilius del papa Juan Pablo II, obteniendo el territorio de la diócesis de Fort Portal.
Originalmente sufragánea de la arquidiócesis de Kampala, el 2 de enero de 1999 pasó a formar parte de la provincia eclesiástica de la arquidiócesis de Mbarara.

## Estadísticas
Según el Anuario Pontificio 2022 la diócesis tenía a fines de 2021 un total de 428 000 fieles bautizados.
| Año                                                                             | Población            | Población | Población      | Sacerdotes | Sacerdotes    | Sacerdotes    | Bautizados por sacerdote | Diáconos permanentes | Religiosos | Religiosos | Parroquias |
| Año                                                                             | Bautizados católicos | Total     | % de católicos | Total      | Clero secular | Clero regular | Bautizados por sacerdote | Diáconos permanentes | Varones    | Mujeres    | Parroquias |
| ------------------------------------------------------------------------------- | -------------------- | --------- | -------------- | ---------- | ------------- | ------------- | ------------------------ | -------------------- | ---------- | ---------- | ---------- |
| 1990                                                                            | 114 822              | 376 400   | 30.5           | 20         | 13            | 7             | 5741                     |                      | 10         | 12         | 6          |
| 1999                                                                            | 137 800              | 361 115   | 38.2           | 24         | 18            | 6             | 5741                     |                      | 8          | 24         | 6          |
| 2000                                                                            | 138 805              | 357 075   | 38.9           | 27         | 18            | 9             | 5140                     |                      | 13         | 24         | 7          |
| 2001                                                                            | 150 301              | 388 906   | 38.6           | 27         | 18            | 9             | 5566                     |                      | 13         | 27         | 7          |
| 2002                                                                            | 154 119              | 394 654   | 39.1           | 27         | 20            | 7             | 5708                     |                      | 11         | 27         | 7          |
| 2003                                                                            | 162 631              | 407 695   | 39.9           | 27         | 21            | 6             | 6023                     |                      | 11         | 31         | 7          |
| 2004                                                                            | 201 248              | 466 995   | 43.1           | 27         | 21            | 6             | 7453                     |                      | 11         | 31         | 7          |
| 2006                                                                            | 216 052              | 491 000   | 44.0           | 30         | 27            | 3             | 7201                     |                      | 8          | 33         | 7          |
| 2007                                                                            | 221 285              | 508 000   | 43.6           | 32         | 29            | 3             | 6915                     | 2                    | 8          | 33         | 7          |
| 2013                                                                            | 303 402              | 632 000   | 48.0           | 41         | 39            | 2             | 7400                     |                      | 7          | 36         | 9          |
| 2016                                                                            | 366 410              | 724 726   | 50.6           | 45         | 42            | 3             | 8142                     |                      | 7          | 41         | 10         |
| 2019                                                                            | 402 255              | 747 572   | 53.8           | 55         | 54            | 1             | 7313                     |                      | 2          | 45         | 12         |
| 2021                                                                            | 428 000              | 795 400   | 53.8           | 70         | 67            | 3             | 6114                     |                      | 3          | 44         | 12         |
| Fuente: Catholic-Hierarchy, que a su vez toma los datos del Anuario Pontificio. |                      |           |                |            |               |               |                          |                      |            |            |            |

## Episcopologio
- Egidio Nkaijanabwo (6 de marzo de 1989-15 de abril de 2014 retirado)
- Acquirino Francis Kibira, desde el 15 de abril de 2014